# Hilary Heron
Pour les articles homonymes, voir Héron (homonymie).
Hilary Heron (27 mars 1923 - 28 avril 1977) est une sculptrice irlandaise qui expose avec l'Irish Exhibition of Living Art et représente l'Irlande à la Biennale de Venise de 1956,.

## Enfance et éducation
Hilary Heron est née à Dublin le 27 mars 1923. Ses parents sont James Heron, responsable de banque, et Mary Elizabeth. Elle passe son enfance à Coleraine, dans le comté de Londonderry et à New Ross, dans le comté de Wexford, où elle fréquente l'école à maître unique de John Ivory. Elle suit surtout une formation privée. Elle va ensuite au National College of Art and Design (NCAD) à Dublin et remporte trois bourses Taylor successives de la Royal Dublin Society,,.

## Carrière
Heron fait partie des membres originaux de l'Irish Exhibition of Living Art, où elle expose en 1943. Sa pièce de 1944, Chessmen in walnut, est saluée pour son niveau de sophistication et d'originalité avec une « invention pleine d'esprit ». Au moment où elle obtient son diplôme du NCAD, Heron a une réputation de non-conformiste. En 1945, elle expose Horse avec la Royal Hibernian Academy, suivie de Dawn en 1946 et Comedy et Tragedy en 1947. Heron reçoit la première bourse itinérante commémorative Mainie Jellett en 1947, avec laquelle elle étudie la sculpture romane en Italie et en France. Elle continue d'exposer avec l'Irish Exhibition of Living Art avec des œuvres telles que sa Danaan woman de 1949,,. Son buste de James Connolly de 1947 est choisi en 2015 pour faire partie de la série Modern Ireland in 100 Artworks de la Royal Irish Academy.
En 1950, Heron tient sa première exposition personnelle à la galerie Victor Waddington à Dublin, avec une deuxième exposition personnelle en 1953. 1953 voit son travail inclus à l'exposition d'art contemporain irlandais à Aberystwyth au pays de Galles. Elle voyage beaucoup et s'inspire d'un large éventail d'influences, et dans les années 1950, elle commence à travailler avec le métal. Elle représente l'Irlande à la Biennale de Venise de 1956 avec Louis le Brocquy. Elle utilise souvent des thèmes religieux dans ses expositions, puisant son influence dans la sculpture africaine et sumérienne et le travail de Picasso. Heron est chargé par le gouvernement irlandais en 1958 d'exposer à une exposition irlandaise à New York. Sa première exposition en anglais, aux London Waddington Galleries, en 1960, montre plus de 30 œuvres, y compris Squares in different places et Bird barking.
Heron a également un vif intérêt pour le jardinage et la botanique. Elle consacre une grande partie de son temps libre à des œuvres de bienfaisance qui s'occupent des personnes âgées et des malades. Elle commence également à apprendre l'irlandais plus tard dans sa vie. Elle épouse l'universitaire celtique David Greene en 1959. Elle est une membre active de Cumann Merriman et est nommée membre de la RTÉ dans les années 1970.
Heron meurt à Dublin le 28 avril 1977. Les archives concernant Heron sont conservés au Musée irlandais d'art moderne et à la Bibliothèque nationale irlandaise des arts visuels.